# Brouwerij Bekaert (Torhout)

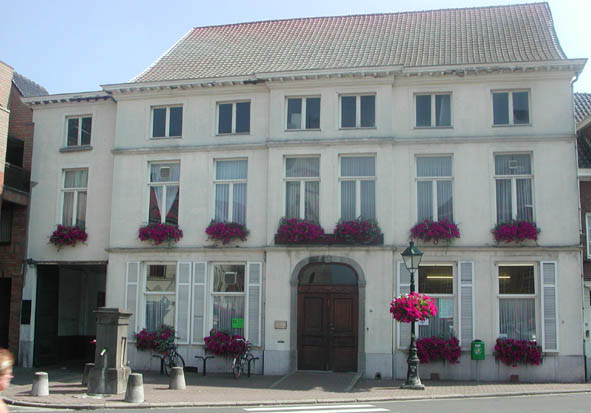
Brouwershuis aan de Markt

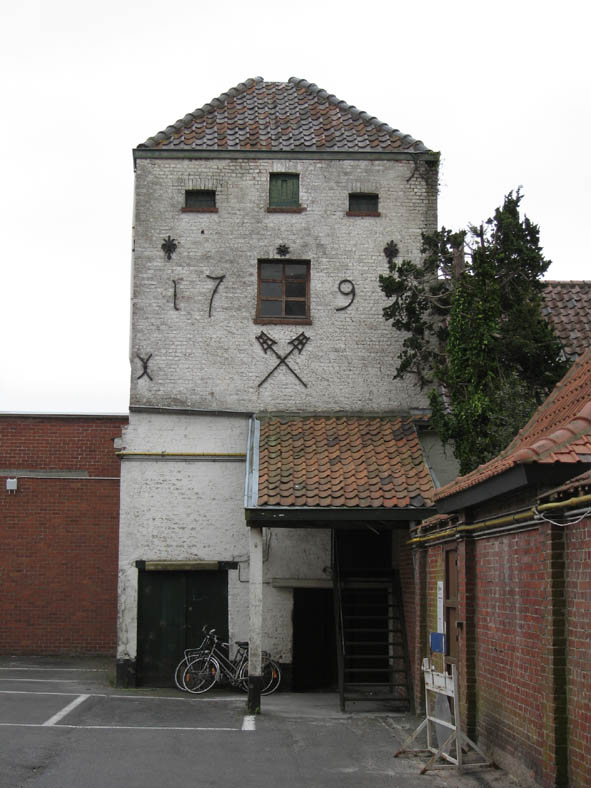
Bedrijfsgebouw

Brouwerij De Appel of Brouwerij Bekaert is een voormalige brouwerij te Torhout.

## Geschiedenis
Reeds in 1658 werd op deze plaats, aan de huidige Markt 22-23 te Torhout, een brouwerij opgericht, en wel door de familie Moke. In 1728 werd Pieter Debruyne eigenaar van deze brouwerij. In 1764 werd door hem de brouwerij opnieuw opgericht. In 1791 werd ze verkocht aan Jan Baptist Boutens (1760-1831), die achtereenvolgens districtscommissaris en burgemeester van Torhout is geweest. Ook in zaken was hij actief, zo kocht hij begin 19e eeuw een veertigtal herbergen op. Waarschijnlijk werd in 1793 een verbouwing verricht: er zijn muurankers te vinden uit dit jaar.
In 1863 kwam de brouwerij in handen van Augustin Bekaert (1813-1892), die een neef van Boutens was. Er vonden nog diverse uitbreidingen plaats, zoals in 1898 en 1914. Er werd voornamelijk bruinbier gebrouwen. In 1927 fuseerde de brouwerij met de gelijknamige brouwerij te Kortrijk, eveneens eigendom van de familie. Sindsdien werd de productie te Torhout grotendeels gestaakt. Het complex werd vooral een distributiecentrum en in 1946 vond een gedeeltelijke sloop van de brouwerij plaats. De mouterij werd in gebruik genomen als magazijn. Ook in 1967 werd een deel van de brouwerij afgebroken en in 1976 werd een deel van de mouterij als feestzaal ingericht.
Het huis van de familie Bekaert, gelegen aan de Markt, werd in 1979 eigendom van de stad Torhout en ingericht als administratiekantoor. In 1989 kwam ook het achterliggende bedrijfsterrein in handen van de stad. In 1992 werd in de mouttoren het stadsarchief gevestigd.
In 2008 waren er plannen van de stad Torhout om een nieuw administratief centrum te bouwen, waardoor het Huis Bekaert en het aanliggende terrein zou worden afgestoten. In 2010 verkreeg het complex Bekaert een wettelijke bescherming. In 2013 verhuisden de gemeentelijke diensten daadwerkelijk uit het gebouw en werd het verkocht aan twee particulieren. In 2013 was het plan om het huis op te knappen en op de benedenverdieping een horecazaak te vestigen.

## Gebouwen[1]
Het Huis Bekaert was het woonhuis van de eigenaren van de brouwerij. De voorgevel heeft een 19e-eeuws neoclassicistisch aanzien, maar de kern van het huis is ouder, en bevat in elk geval delen uit 1793. Het huis is beeldbepalend voor de huidige Markt. Links van het huis bevindt zich een poortdoorgang. Delen van het interieur, met name de vloeren, zijn bewaard gebleven.
Achter het huis bevindt zich de binnentuin en enkele gebouwen van de voormalige brouwerij, zoals de mouterij en de mouttoren uit 1833, welke nog steeds het stadsarchief herbergen. Mouttorens verschenen gedurende het vierde kwartaal van de 19e eeuw. Een ander bedrijfsgebouw werd ingericht als kantoor.

## Bieren[2]
- Bock
- Cross Stout B.C.T.
- Edal
- Prima Bruin
- Speciaal Dubbel Bruin